# Gilles Grimandi
Gilles Grimandi (ur. 11 listopada 1970 w Gap) – francuski piłkarz, skaut Arsenalu F.C.

## Kariera klubowa
Grimandi rozpoczął swoją zawodową karierę w AS Monaco w 1990, zaś w pierwszym zespole zadebiutował w 1991 w spotkaniu Ligue 1 przeciwko AS Nancy. Zanim jego karierę na krótko przerwała służba wojskowa, zdążył rozegrać dla klubu 113 spotkań, w których zdobył 10 goli. Występował głównie na pozycji stopera. Pomógł klubowi w dojściu do półfinałów Ligi Mistrzów i Pucharu UEFA oraz zdobyciu mistrzowskiego tytułu w sezonie 1996/1997.
W kolejnym sezonie Grimandi dołączył do swojego byłego menadżera Arsène'a Wengera w Arsenalu, zadebiutował w spotkaniu z Leeds United i przyczynił się do zdobycia przez klub dubletu w swoim pierwszym sezonie. Rozegrał 114 meczów ligowych jako pomocnik, stoper oraz prawy obrońca i skrzydłowy. Drugi dublet zdobył w swoim ostatnim sezonie (2001/2002) w klubie i stał się ulubieńcem kibiców.
W 2002 Grimandi podpisał kontrakt z klubem MLS Colorado Rapids, ale odszedł po jednym sezonie.

## Późniejsza kariera
Grimandi pozostał ciągle aktywny w świecie sportu, w 2004 objął stanowisko dyrektora w ASOA Valence, występującym w trzeciej lidze francuskiej, i po tym jak Valence było bliskie bankructwa objął stanowisko skauta Arsenalu w sezonie 2005/2006. Miał także swój udział w pożegnalnym spotkaniu Dennisa Bergkampa na nowym stadionie Arsenalu Emirates Stadium w lipcu 2006.
W lipcu 2007 Grimandi był łączony z funkcją dyrektora odpowiedzialnego za pozyskiwanie nowych graczy. Jednakże ostatecznie został głównym skautem Arsenalu we Francji.